# Kabiri (Angola)
Kabiri je město a obec v angolské provincii Bengo.